# سوسک اره‌کش خال‌سفید
سوسک اره‌کش خال‌سفید (نام علمی: 'Monochamus scutellatus') گونه‌ای سوسک است که در سرده سوسک‌های اره‌کش (Monochamus) و راسته قاب‌بالان قرار دارد. زیستگاه این گونه سرتاسر آمریکای شمالی می‌باشد. سوسک‌های بالغ سیاه رنگ، دارای شاخک‌های بلند و بزرگ جثه هستند. در ماده‌ها شاخک‌ها کمی طویل‌تر از طول بدن و در نرها حتی درازتر از دو برابر طول سوسک است. نر و ماده هر دو در محل اتصال بال‌شان به بدن دارای خال‌های سفیدرنگ هستند و این خال‌ها ممکن است بر روی بال‌های آنها نیز دیده شوند. همچنین هر دو جنس دارای سیخچه یا برجستگی تیزی (spine) در پیش‌سینه (Prothorax) خود هستند. پژوهش‌ها در خصوص سوسک اره‌کش خال‌سفید بیشتر بر روی ارتباط آنها با آتش‌سوزی جنگل‌ها و صنعت درخت‌بری و الوارسازی و تاثیر این دو مورد بر روی آنها بوده‌است. محققین و حشره‌شناسان همچنین نسبت به رفتارهای جنسی و جفت‌گیری آنها علاقه‌مند بوده‌اند. 